# Lòng chảo Harney

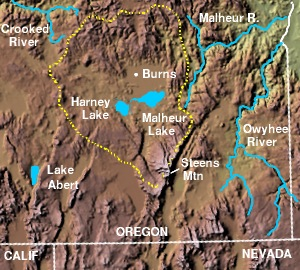
Lòng chảo Harney

Lòng chảo Harney là một vùng trũng khô khan ở đông nam tiểu bang Oregon của Hoa Kỳ. Nó nằm ở góc tây bắc của vùng Đại Lòng chảo. Nó là một trong các khu vực ít dân cư nhất Hoa Kỳ Lục địa, nằm phần nhiều ở phía bắc của Quận Harney, được bao quanh ở phía bắc và phía đông bởi Cao nguyên Sông Columbia, phía nam và phía tây bởi một đồng bằng do núi lửa tạo ra. Lòng chảo này chiếm một diện tích khoảng 13.800 dặm vuông Anh (38.900 km²) trong lưu vực Hồ Malheur và Hồ Harney. Hồ Malheur là một hồ nước ngọt trong khi Hồ Harney có nước muối kiềm.

## Mô tả
Lòng chảo bị giới hạn ở phía bắc bởi đoạn cuối phía nam của Dãy núi Xanh. Chóp đỉnh của Núi Steens ngăn cách lòng chảo với lưu vực của Hoang mạc Alvord nằm về phía đông nam. Không có dòng suối nào chảy qua vùng đồng bằng núi lửa mà ngăn cách long chảo với lưu vực Sông Klamath nằm về phía tây nam.
Miền trung của vùng nhận trung bình 6 in (150 mm) lượng mưa hàng năm trong lúc các ngọn núi xung quanh nhận trung bình 15 in (380 mm) mỗi năm. Trung tâm của lòng chảo là một vùng đất thấp bằng phẳng có các hồ Malheur và Harney. Hai hồ này nhận nước suối từ các núi xunh quanh, bao gồm Sông Silvies từ phía bắc và Sông Donner und Blitzen từ phía nam. Hồ Harney thật ra là một cái đầm của lòng chảo và nối liên với Hồ Malheur trước đây nhưng hiện thời bị ngăn cách bởi cát đụn cát luôn thay đổi. Cả hai hồ thay phiên là hồ nước trong những năm mưa nhiều và thành đầm lầy trong những năm khô hạn.
Những vùng đầm lầy quanh Hồ Malheur và Hồ Harney hình thành một ốc đảo trong lòng chảo, làm chỗ sinh sống của nhiều loại chim di cư trong đó có khoảng 2.5 triệu vịt mỗi năm. Hồ Malheur và các vùng xung quanh nằm bên trong Khu bảo tồn Hoang dã Quốc gia Malheur.
Lòng chảo có tổng số dân ít hơn 10.000 người. Cộng đồng duy nhất có dân số trên 1 ngàn là Burns nằm trong đồng bằng phía bắc Hồ Malheur. Làm nông trại đất khô là căn bản kinh tế của vùng lòng chảo vì có rất ít nước để tưới tiêu.